# Ariane 5

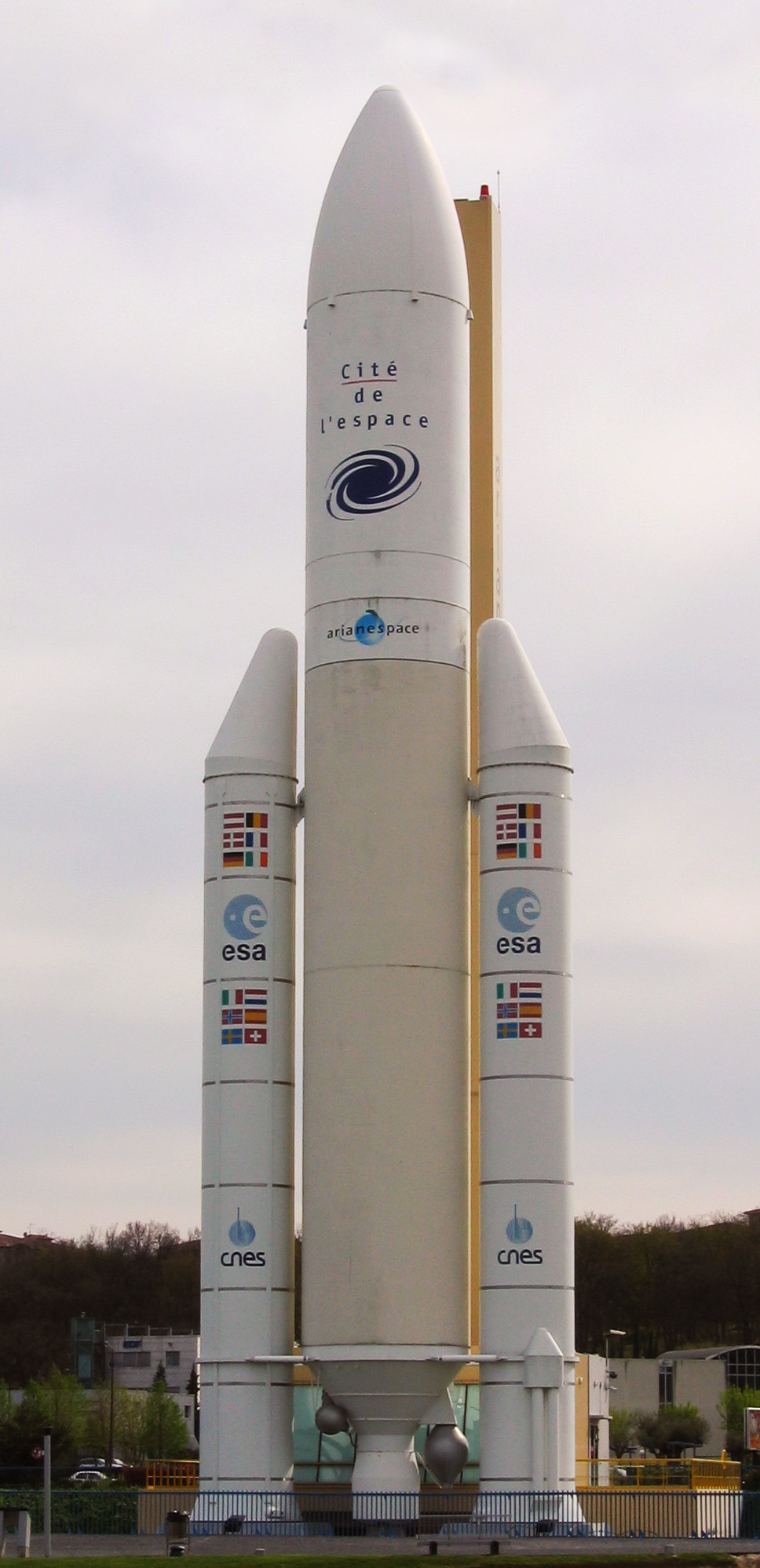
Ariane 5

Ariane 5 este o rachetă purtătoare proiectată pentru a transporta sateliți pe orbită geostaționară sau orbită terestră joasă.
A fost construită de EADS Astrium Space Tranportation pentru Agenția Spațială Europeană.